# چهار شه‌مادر
در یهودیت، چهار شه‌مادر چهار شخصیت کتاب مقدس از کتاب پیدایش هستند. چهار شه‌مادر همسران سه شه‌پدر هستند: سارا همسر ابراهیم، ربکا همسر اسحاق، و راحل و لیا همسران یعقوب. در سنت یهودی، متداول است که عنوان «آمنو» (مادر ما) را به نام چهار شه‌مادر اضافه شود: «سارا آمنو»، «ربکا آمنو»، «راحل آمنو» و «لیا آمنو». طبق کتاب مقدس، سارا، ربکا و لیا در کنار همسرانشان در غار پدرسالاران دفن شدند، اما راحل به تنهایی در گور راحل در بیت لحم دفن شد.

## تعریف مادر
منبع نامگذاری مادران و تعدادشان میشنا، رساله سمحوت (מסכת שמחות) است: «نام‌گذاری برای پدران پدرمان نیست بلکه سه، و برای مادران مادرمان نه بلکه چهار مادر». تلمود روشن می‌کند که اگرچه راحل و لیا مادران بیولوژیکی کل ملت نیستند، بلکه هر یکشان تنها مادر قبایل خاصی هستند، با این حال به دلیل اهمیتشان، به عنوان مادران ملت محسوب می‌شوند. این موضوع به ویژه در پرتو حذف بلها و زلفه از میان مادران برجسته است، با وجود این که آنها همچنین فرزندانی از یعقوب را به دنیا آوردند که برخی از دوازده قبیله از آنها پدید آمدند، زیرا آنها برده بودند. علیرغم اظهارات فوق و برخلاف اظهارات رایج در مورد چهار شه‌مادر، وقتی تورات تعداد قبایل را می‌شمارد، بلها و زلپا را به عنوان قسمتی از مادران ذکر می‌کند (کتاب پیدایش ل"ه، בראשית ל"ה, כ"ב-כ"ו), و حتی خود حکیمان در منابع متعددی به شش مادر اشاره می‌کنند و بلها و زلپا را در مطالب می‌شمارند (مثلاً در میدرش شیر الشیریم ربا: «شش گاری لاکپشت… ۶ در مقابل ۶ مادران - سارا ربکا راحل لیا زلپا بلها»، شیر الشیریم ربا، پرشا و'/שיר השירים רבה פרשה ו').

## در کتاب مقدس و میدراشیم
به طبق کتاب مقدس تورات، سه مادر از چهار مادر - سارا، ربکا و راحل - تنها پس از سال‌ها بی‌زایی صاحب فرزند شدند. در مورد پدیده ناباروری مادری توضیحات زیادی در تفکرات یهودی و میدراشیم داده شده است. در تحلیل ادبی مدرن کتاب مقدس تورات، نقش بی‌زایی بخشی از صحنه الگوی انجیل دربارهٔ تولد یک قهرمان در نظر گرفته می‌شود.
حکیمان در کتاب پیدایش ربه (בראשית רבה) می‌گویند که مادران نبی بوده‌اند. خاخام حنینا بن پازی این را از این واقعیت می‌آموزد که راحل از خدا خواسته بود ”יֹסֵף ה' לִי בֵּן אַחֵר” (کتاب پیدایش، בראשית). از این که او «پسران دیگر» نخواست، ثابت می‌شود که می‌دانست فقط یک پسر دیگر از یعقوب به دنیا می‌آید و از او خواسته بود.